# Itaco Nardulli
Itaco Nardulli (Roma, 14 settembre 1974 – Porto Rotondo, 26 agosto 1991) è stato un attore italiano, noto per i suoi ruoli di attore bambino tra il 1980 e il 1990.

## Biografia
Noto per l'interpretazione di Claudio Savelli nel film di Sergio Corbucci del  1980 Mi faccio la barca e per il ruolo di co-protagonista nella serie TV Il segreto del Sahara con Andie MacDowell.
Era fratello di Cariddi Nardulli, attrice, doppiatrice e sceneggiatrice. 
Morì all'età di 16 anni durante una immersione subacquea nelle acque di Porto Rotondo in Sardegna.

## Filmografia

### Cinema
- Mi faccio la barca, regia di Sergio Corbucci (1980)
- Identificazione di una donna, regia di Michelangelo Antonioni (1982)
- L'angelo custode, regia di Mario Gariazzo (1984)

### Televisione
- Casa di bambola, regia di Leonardo Cortese – film TV (1982)
- Scarlatto e nero  (The Scarlet and the Black) – film TV (1983)
- Benedetta e company – film TV (1983)
- Mio figlio non sa leggere – film TV (1984)
- Aeroporto internazionale – serie TV, episodio 1x11 (1985)
- L'isola del tesoro – serie TV, 5 episodi (1987)
- Il segreto del Sahara – miniserie TV, 4 episodi (1988)
- La primavera di Michelangelo, regia di Jerry London – miniserie TV (1990)